# (4901) Ó Briain
(4901) Ó Briain es un asteroide perteneciente al cinturón de asteroides, descubierto el 3 de noviembre de 1988 por Masaru Arai y el astrónomo Hiroshi Mori desde el Yorii Observatory, Yorii Japón.

## Designación y nombre
Designado provisionalmente como 1988 VJ. Fue nombrado Ó Briain en honor al comediante irlandés Dara Ó Briain que incorpora temas científicos en sus rutinas de stand-up. Estudió matemáticas y física teórica en la Universidad de California en Dublín.

## Características orbitales
Ó Briain está situado a una distancia media del Sol de 2,273 ua, pudiendo alejarse hasta 2,708 ua y acercarse hasta 1,839 ua. Su excentricidad es 0,190 y la inclinación orbital 4,640 grados. Emplea 1252 días en completar una órbita alrededor del Sol.

## Características físicas
La magnitud absoluta de Ó Briain es 13,5. Tiene 5,225 km de diámetro y su albedo se estima en 0,282.